# 克萊默斯 (印地安納州)
克萊默斯（英語：Clymers）是位於美國印地安納州卡斯縣的一個非建制地區。該地的面積和人口皆未知。

## 地理
克萊默斯的座標為40°42′27″N 86°26′56″W / 40.70750°N 86.44889°W，而該地的平均海拔高度為220米（即722英尺）。